# Vía Libre (banda)
Vía Libre fue una banda musical de Pop rock, integrada por jóvenes costarricenses que tuvo su origen en el año 1973, cuando cinco adolescentes entre 17 y 23 años subieron al escenario del Primer Festival Intercolegial de la Canción, en el colegio La Salle, en San José.

## Fundación
Su fundador fue Fernando Castro Sandí, quien era el bajista y cantante de baladas del Grupo de Paco Navarrete quien buscó el apoyo del empresario Carlos Lachner, propietario de Radio Mil, emisora de música muy selecta de corte romántico, para crear un nuevo grupo musical que interpretara esa "Música de Clase" que sonaba en su emisora y que a la vez estuviera formado por gente joven y de cierto status social que les permitiera llevar esa música únicamente a lugares selectos y a las fiestas privadas de gran cantidad de amigos de Don Carlos que la buscaban para sus fiestas pero no había ningún grupo musical que las interpretara con buena calidad y profesionalismo. Fernando, de 23 años, reclutó a su hermano Edgar Castro Sandí de 17 años como segunda guitarra y al baterista Adolfo Sáenz Zúñiga. Posteriormente Carlos Lachner, contactó a Bernal Valverde Pacheco, quien era el tecladista de un grupo de Rock muy famoso de aquella época que se llamaba Blood Intersection que se había desintegrado recientemente y luego Bernal recomendó a Roberto Iglesias guitarrista del mismo grupo para que fuera el requinto de VIA LIBRE. Con todo el grupo formado estuvieron ensayando durante más de 2 meses en la casa de Bernal en Sabanilla de Montes de Oca donde montaron un repertorio de unas 15 canciones que fueron presentadas a inicios de 1973 en una elegante fiesta en la casa de Don Carlos Lachner junto a sus amigos. El nuevo grupo fue un éxito y realmente impresionó a toda la concurrencia por el excelente sonido que habían creado, mezclando la música romántica pero con la solidez del Rock que traían Bernal Y Roberto. La excelente voz de Fernando siempre fue acompañada por los coros de todos los integrantes del grupo, de aquí que en Radio Mil se promocionara como "Via Libre el Grupo Vocal de sonido Internacional" Posteriormente Fernando se fue a USA y compró todo el equipo de sonido del grupo trayendo lo mejor que existía en el mercado en ese momento. Por ejemplo se adquirió el primer órgano Hammond portátil que se vendió para Latinoamérica con un parlante giratorio marca Leslie que le dio un sonido característico al grupo, además se compró un equipo profesional para las voces pues el grupo se caracterizaba por ese sonido profesional de Fernando junto a las voces de  todo el resto del grupo. Se grabó un disco con dos temas: "La noche de verano" y "Ven y vuelve a mí" que fueron promocionadas durante cuatro meses por Radio Mil, sin que nadie hubiera escuchado en vivo al nuevo grupo. Eso hizo que el debut del 9 de junio de 1973 en el Festival de la Canción del Colegio La Salle fuera un verdadero éxito y marcó así el inicio de un grupo que realmente revolucionó la música de nuestro país...

## Estilo
El grupo presentaba una propuesta pop rock, con cierta influencia argentina, y el característico sonido de la guitarra eléctrica con un órgano Hammond con parlante giratorio Leslie con un sonido incomparable, la batería, con el beat anglosajón. Su éxito en Costa Rica se atribuye a que eran costarricenses, con una voz central de Fernando y los coros de todo el grupo que cantaban alrededor. Su música era romántica y de mucha clase pues todos los temas que tocaban sonaban en la emisora Radio Mil.

## Desarrollo
Con el apoyo de la emisora radio Mil, el éxito de Vía Libre fue inmediato en el área metropolitana y, poco a poco, se extendió al resto del país. En ese mismo año (1973), grabaron su primer disco de larga duración bajo el sello RCA Víctor con los temas «La noche de verano» (el primer sencillo), «Deja de llorar, chiquilla», «Gabriela», «Ven y vuelve a mí», «Nuestra canción», «La aventura del Poseidón» y «Un día sin ti», entre otros.
En 1980 la casa Dicesa les otorgó un disco de oro por los primeros 50.000 ejemplares de «Flores de papel», un éxito de ventas en aquellos años.

## Cambios
Con los años, además de los éxitos en ventas y presentaciones, también llegaron los cambios. Bernal Valverde y Roberto Yglesias salieron del conjunto en 1974 debido a sus estudios universitarios. El primero estudió ingeniería y el segundo estudio derecho. A pesar de la continua rotación de sus siguientes integrantes, el grupo logró grabar ocho Long Play entre 1974 y 1984, año en que finalmente se desintegró.

## Relanzamiento
En el año 1998 regresaron a los escenarios, pues Fernando Castro Sandí, voz principal y líder de la agrupación desde sus inicios, se unió con sus tres hijos, Fernando, Andrés y Daniel, para rescatar los viejos temas de Vía Libre e incursionar con nuevas canciones,  interpretando los clásicos de los años 70 y 80.